# Alexander Reifferscheid
Pour les articles homonymes, voir Reifferscheid (homonymie).
Heinrich Max Alexander Reifferscheid (né le 2 juin 1847 à Bonn et mort le 9 février 1909 à Greifswald) est un lettré et germaniste prussien.

## Biographie
Alexander Reifferscheid est le frère du professeur de philologie classique August Reifferscheid, qui accepte en 1868 le poste de professeur ordinaire à l'université silésienne Frédéric-Guillaume de Breslau. En 1869, August épouse Anna Maria Simrock (1846-1905) à Bonn, fille du poète et philologue professeur Karl Simrock (de) (1802-1876) et de son épouse Gertrude Antoinette Ostler (1804-1872). Le fils d'August et neveu d'Alexandre est le peintre Heinrich Reifferscheid.
Alexander est professeur privé à l'Université de Bonn de 1873 à 1876. Il est professeur à l' Université de Greifswald de 1876/7 à 1904, d'abord comme professeur associé puis comme professeur ordinaire. Ulrich von Wilamowitz-Moellendorff ne peut expliquer sa nomination à Greifswald que par ses bonnes relations à Berlin avec le ministre prussien Adalbert Falk. Son principal domaine de travail est l'histoire littéraire, avec un accent sur le XVIIe siècle. Il est l'éditeur de plusieurs ouvrages littéraires et religieux. De 1890 à 1891, Reifferscheid est recteur de l'université de Greifswald. Tous deux sont amis avec des écrivains contemporains.
Reifferscheid est membre de l'Association pour la recherche sur le bas allemand (de) à partir de 1876 et en est le président de 1893 à 1907.
Son fils Heinrich Reifferscheid (de) se fait connaître comme historien de l'art et muséologue à Schwerin et est récemment directeur du musée et de la bibliothèque de Neustrelitz.

## Travaux
- sous la direction d'Hugo Loersch: Zwei Achener historische Gedichte des 15. und 16. Jahrhunderts. Kaatzer, Aix-la-Chapelle, 1874, (Digitalisat).
- avec Amélie Sohr: Heinrich Rückert in seinem Leben und seinen kleineren Schriften dargestellt. 3 Volumes (Vol. 1–2: Heinrich Rückerts Kleinere Schriften. Vol. 3: Heinrich Rückert in seinem Leben und Wirken.). Böhlau, Weimar, 1877–1880. Digitalisat
- en tant qu'éditeur, Freundesbriefe von Wilhelm und Jakob Grimm. Mit Anmerkungen. Henninger, Heilbronn, 1878, (Digitalisat).
- en tant qu'éditeur, Westfälische Volkslieder in Wort und Weise mit Klavierbegleitung und liedervergleichenden Anmerkungen. Henninger, Heilbronn, 1879, (Digitalisat).
- en tant qu'éditeur, Briefe von Jakob Grimm an Hendrik Willem Tydeman. Mit einem Anhange und Anmerkungen. Henninger, Heilbronn, 1883, (Digitalisat).
- en tant qu'éditeur, Quellen zur Geschichte des geistigen Lebens in Deutschland während des siebzehnten Jahrhunderts. Vol 1[5]: Briefe G. M. Lingelsheims, M. Berneggers und ihrer Freunde. Henninger, Heilbronn, 1889, (Digitalisat).
- en tant qu'éditeur, Marcus Evangelion Mart. Luthers nach der Septemberbibel. Mit den Lesarten aller Originalausgaben und Proben aus dem hochdeutschen Nachdrucken des 16. Jahrhunderts. Henninger, Heilbronn, 1889, (Digitalisat).
- Aus der Geschichte zweier Dörfer in Pommern. Teil I. In: Jahresbericht der Geographischen Gesellschaft zu Greifswald. 6, Tl. 2, 1896/1898, ZDB-ID 517435-1, p. 44–62, (Digitalisat); Teil II. In: Jahresbericht der Geographischen Gesellschaft zu Greifswald. 7, 1898/1900, p. 99–141, (Digitalisat).
- Mitteilungen aus Handschriften der St. Nikolaikirchenbibliothek zu Greifswald. (= Wissenschaftliche Beilage zum Vorlesungsverzeichnis der Universität Greifswald. Winter 1902/1903, ZDB-ID 1072652-4). s. n. Greifswald 1902, (Digitalisat in der Digitalen Bibliothek Mecklenburg-Vorpommern).